# Bridgestone
Bridgestone (in giapponese 株式会社ブリヂストン?) è un'azienda giapponese produttrice di pneumatici. 
Fondata nel 1931 nella città di Kurume da Shojiro Ishibashi (石橋 正二郎?, Ishibashi Shōjirō), il nome Bridgestone è la sovrapposta traduzione letterale in lingua inglese di ishibashi, che significa ponte di pietra in giapponese (in inglese si direbbe correttamente stone bridge).
Al 2025 è la seconda azienda al mondo per fatturato nel settore degli pneumatici, e definita da Brand Finance il secondo marchio più forte al mondo nel settore.

## Storia
Dopo la fine della seconda guerra mondiale Bridgestone iniziò a fabbricare motociclette, ma i suoi profitti maggiori venivano dalla fornitura di pneumatici a marche concorrenti come la Honda, la Suzuki o la Yamaha e così la produzione motociclistica fu chiusa nel 1972. Nel 1988 la Bridgestone acquisì la concorrente statunitense Firestone.

## Sport
Bridgestone fornisce pneumatici da competizione sia per auto che moto ed è stata il fornitore unico nel motomondiale e per la serie GP2 nonché, fino alla stagione 2010, per la Formula 1.

### Motomondiale
Il debutto risale al Motomondiale 1966 in classe 50, schierando delle bicilindriche due tempi di derivazione Tohatsu pilotate da Isao Morishita, Jack Findlay, Steve Murray e Tommy Robb, ottenendo come miglior piazzamento un quinto posto al GP del Giappone con Morishita. Nel 1972 apparve la Bridgestone 125 GP, realizzata dal tecnico e pilota olandese Jos Schurgers in proprio (la produzione di motocicli era cessata da parte di Bridgestone) sulla base del modello di serie "175 Dual Twin", conquistando la vittoria nel GP del Belgio 1973 a Spa-Francorchamps e classificandosi al terzo posto nella classe 125 del Motomondiale
La partecipazione di Bridgestone come fornitore di pneumatici per il Motomondiale ha inizio nel 2002, con l'avvio della MotoGP. La prima vittoria risale al GP del Brasile 2004 con Makoto Tamada sul Honda del team Pons. Il primo titolo mondiale come fornitore è stato ottenuto nel Motomondiale 2007,  con Casey Stoner a bordo di Ducati Desmosedici.
È stato fornitore unico MotoGP dal 2009 sino alla fine del 2015.

### Formula 1
Le prime partecipazioni di Bridgestone in Formula 1 sono state effettuate da privati nel Gran Premio del Giappone: Kazuyoshi Hoshino su una vecchia Tyrrell nel 1976, lo stesso Hoshino e Noritake Takahara sulla giapponese Kojima nel 1977.
L'azienda ha debuttato stabilmente e in maniera ufficiale al Gran Premio d'Australia prima gara della stagione 1997 e la prima vittoria arrivò già all'esordio dell'anno successivo grazie alla McLaren-Mercedes di Mika Häkkinen. Bridgestone ha vinto i titoli piloti e costruttori dal 1998 al 2004 con McLaren prima e Ferrari poi; con quest'ultima negli anni successivi ha instaurato un rapporto di collaborazione tecnica sempre più stretto.
Dopo l'addio di Goodyear alla F1 alla fine del 1998, Bridgestone ha svolto per due stagioni il ruolo di fornitore unico, ritornando in regimi di concorrenza con Michelin nella stagione 2001. Nel 2005 solo Ferrari e scuderie minori come Jordan e Minardi usano pneumatici Bridgestone, e proprio in tale stagione Michelin ha superato Bridgestone in prestazioni. Nella successiva stagione, alcune scuderie di media classifica (Toyota e Williams) sono ritornate alle coperture nipponiche.
Dalla stagione 2007, Bridgestone torna ad essere l'unico fornitore di pneumatici per tutte le monoposto di F1. In questa stagione vi è stata l'introduzione di una striscia bianca dipinta a mano sugli pneumatici a mescola morbida per differenziarli da quelli a mescola dura. Dopo l'ultimo gran premio del 2009, ad Abu Dhabi, Bridgestone annuncia il suo ritiro al termine della stagione 2010, con la vittoria del campione del mondo Sebastian Vettel.